# Lasianthus oblongifolius
Lasianthus oblongifolius är en måreväxtart som beskrevs av Richard Henry Beddome. Lasianthus oblongifolius ingår i släktet Lasianthus och familjen måreväxter. Inga underarter finns listade i Catalogue of Life.